# Somma di Borel
Nella matematica, la somma di Borel è una generalizzazione della somma di una serie, per attribuire un valore anche quando quest'ultima non converge. Come suggerisce il nome, la somma è stata introdotta da Émile Borel nel 1899. È particolarmente utile per sommare serie asintoticamente divergenti, e in un certo senso fornisce la migliore somma possibile per tale serie. Ci sono molte varianti di questo metodo che vengono chiamate somma di Borel, e una sua generalizzazione è la somma di Mittag-Leffler.

## Definizione
Ci sono (almeno) tre definizioni leggermente diverse chiamate somma di Borel che differiscono per le serie che possono sommare. Tuttavia le somme sono consistenti, cioè se due metodi possono sommare la stessa serie allora danno lo stesso valore.
Sia {\displaystyle A(z)} una serie formale di potenze
{\displaystyle A(z)=\sum _{k=0}^{\infty }a_{k}z^{k}},
e si definisce la trasformata di Borel di {\displaystyle A} come la sua equivalente serie esponenziale
{\displaystyle {\mathcal {B}}A(t)\equiv \sum _{k=0}^{\infty }{\frac {a_{k}}{k!}}t^{k}.}

### Somma debole di Borel
Sia {\displaystyle A_{n}(z)} la somma parziale
{\displaystyle A_{n}(z)=\sum _{k=0}^{n}a_{k}z^{k}.}
La somma debole di Borel di {\displaystyle A} si definisce come
{\displaystyle \lim _{t\rightarrow \infty }e^{-t}\sum _{n=0}^{\infty }{\frac {t^{n}}{n!}}A_{n}(z).}
Se questo limite converge in {\displaystyle z\in \mathbb {C} } a qualche {\displaystyle a(z)}, allora la somma debole di Borel di {\displaystyle A} converge in {\displaystyle z} e si scrive {\displaystyle {\textstyle \sum }a_{k}z^{k}=a(z)\,({\boldsymbol {wB}})}.

### Somma integrale di Borel
Supposto che la trasformata di Borel converge per ogni numero reale ad una funzione che cresce abbastanza lentamente in modo che il seguente integrale è ben definito (in modo improprio), la somma di Borel di {\displaystyle A} è data da
{\displaystyle \int _{0}^{\infty }e^{-t}{\mathcal {B}}A(tz)\,dt.}
Se l'integrale converge in {\displaystyle z\in \mathbb {C} } a qualche {\displaystyle a(z)}, allora la somma di Borel di {\displaystyle A} converge in {\displaystyle z} e si scrive {\displaystyle {\textstyle \sum }a_{k}z^{k}=a(z)\,({\boldsymbol {B}})}.

### Somma integrale di Borel con prolungamento analitico
Questo è simile al metodo di somma precedente, eccetto che non serve che la trasformata di Borel converga per ogni {\displaystyle t}, ma che converga ad una funzione analitica di {\displaystyle t} vicino a 0 che può essere prolungata analiticamente a tutto l'asse reale positivo.

## Proprietà fondamentali

### Regolarità
I metodi {\displaystyle (B)} e {\displaystyle (wB)} sono entrambi somme regolari, cioè che se {\displaystyle A(z)} converge nel senso standard, allora anche le due somme di Borel convergono, e inoltre allo stesso valore.
{\displaystyle \sum _{k=0}^{\infty }a_{k}z^{k}=A(z)<\infty \quad \Rightarrow \quad {\textstyle \sum }a_{k}z^{k}=A(z)\,\,({\boldsymbol {B}},\,{\boldsymbol {wB}}).}
La regolarità di {\displaystyle (B)} si vede facilmente dalla definizione del fattoriale con la funzione Gamma e dallo scambio fra sommatoria e integrale, che è possibile grazie all'assoluta convergenza della serie: Se {\displaystyle A(z)} converge in {\displaystyle z}, allora
{\displaystyle A(z)=\sum _{k=0}^{\infty }a_{k}z^{k}=\sum _{k=0}^{\infty }a_{k}\left(\int _{0}^{\infty }e^{-t}t^{k}dt\right){\frac {z^{k}}{k!}}=\int _{0}^{\infty }e^{-t}\sum _{k=0}^{\infty }a_{k}{\frac {(tz)^{k}}{k!}}dt,}
dove l'espressione a destra è proprio la somma di Borel in {\displaystyle z}.
La regolarità di {\displaystyle (B)} e {\displaystyle (wB)} implica che questi metodi di somma forniscono una estensione analitica a {\displaystyle A(z)}.

### Non equivalenza delle due somme di Borel
Ogni serie {\displaystyle A(z)} che è sommabile debolmente secondo Borel in {\displaystyle z\in \mathbb {C} } è anche sommabile secondo Borel. Tuttavia, si può costruire degli esempi di serie che non sono sommabili debolmente ma che lo sono secondo Borel. Il seguente teorema caratterizza l'equivalenza dei due metodi di somma.
Teorema ((Hardy 1992, 8.5)).
Sia {\displaystyle A(z)} una serie formale di potenze e {\displaystyle z\in \mathbb {C} } fissato, allora:
1. Se {\displaystyle {\textstyle \sum }a_{k}z^{k}=a(z)\,({\boldsymbol {wB}})}, allora {\displaystyle {\textstyle \sum }a_{k}z^{k}=a(z)\,({\boldsymbol {B}})}.
2. Se {\displaystyle {\textstyle \sum }a_{k}z^{k}=a(z)\,({\boldsymbol {B}})}, e inoltre {\displaystyle \lim _{t\rightarrow \infty }e^{-t}{\mathcal {B}}A(zt)=0,} allora {\displaystyle {\textstyle \sum }a_{k}z^{k}=a(z)\,({\boldsymbol {wB}})}.

### Relazioni con altri metodi di somma
- {\displaystyle (B)} è il caso speciale della somma di Mittag-Leffler con {\displaystyle \alpha =1}.
- {\displaystyle (wB)} può essere visto come il caso limite della somma di Eulero generalizzata {\displaystyle (E,q)}, nel senso che se {\displaystyle q\to \infty } il dominio della convergenza della somma {\displaystyle (E,q)} converge al dominio della somma {\displaystyle (B)}.[2]

## Teoremi di unicità
Ci sono sempre molte funzioni differenti con una data espansione asintotica. Tuttavia, c'è qualche volta una migliore funzione possibile, nel senso che gli errori nella approssimazioni in dimensione finita sono i più piccoli possibili. Il teorema di Watson e il teorema di Carleman mostrano che la somma di Borel produce la migliore somma possibile della serie.

### Teorema di Watson
Il teorema di Watson dà delle condizioni per cui una funzione è la somma di Borel della sua espansione asintotica. Supposta {\displaystyle f} una funzione soddisfacente le seguenti condizioni:
- {\displaystyle f} è olomorfa in qualche regione {\displaystyle |z|<R}, {\displaystyle |\arg(z)|<\pi /2+\epsilon } per qualche {\displaystyle R} e {\displaystyle \epsilon } positivi.
- In questa regione, {\displaystyle f} ha una serie asintotica {\displaystyle a_{0}+a_{1}z+\ldots } con la proprietà che l'errore

{\displaystyle |f(z)-a_{0}-a_{1}z-\cdots -a_{n-1}z^{n-1}|}
è limitato superiormente da
{\displaystyle c^{n+1}n!|z|^{n}}
per ogni {\displaystyle z} nella regione (per una qualche {\displaystyle c} positiva).
Allora il teorema di Watson afferma che in questa regione {\displaystyle f} è data dalla somma di Borel della sua serie asintotica. Più precisamente, la serie converge in un intorno dell'origine secondo la trasformata di Borel, e può essere prolungata analiticamente all'asse reale positivo, e l'integrale che definisce la somma di Borel converge a {\displaystyle f(z)} con {\displaystyle z} nella regione precedente.
Leggermente più in generale, {\displaystyle f} è ancora determinata dalla sua serie asintotica se {\displaystyle n!} nella stima dell'errore precedente è sostituito da {\displaystyle (kn)!} e {\displaystyle |\arg(z)|<\pi /2+\epsilon } è rimpiazzato da {\displaystyle |\arg(z)|<k\pi /2+\epsilon }, con {\displaystyle k} un intero positivo. Questa è in un certo senso la migliore possibile, poiché esistono dei controesempi se {\displaystyle k\pi /2} è sostituito da qualsiasi numero più piccolo.

### Teorema di Carleman
Il teorema di Carleman mostra che una funzione è unicamente determinata da una serie asintotica in un settore se l'errore dovuto al troncamento ad un ordine finito non cresce troppo velocemente. Più precisamente afferma che se {\displaystyle f} è analitica nella parte interna del settore {\displaystyle |z|<C}, {\displaystyle \Re (z)>0} e {\displaystyle |f(z)|<|b_{n}z|^{n}} in questo insieme per ogni {\displaystyle n}, allora {\displaystyle f} è nulla supposto che la serie {\displaystyle 1/b_{0}+1/b_{1}+\ldots } diverga.
Il teorema di Carleman da un metodo di somma per ogni serie in cui termini non crescono troppo velocemente, poiché la somma può essere definita come l'unica funzione con questa serie asintotica in un settore appropriato se esiste. La somma di Borel è leggermente più debole del caso speciale in cui {\displaystyle b_{n}=cn} per qualche costante {\displaystyle c}. Più in generale si possono definire metodi di somma leggermente più forte di quello di Borel prendendo i numeri {\displaystyle b_{n}} un po' più grandi, per esempio {\displaystyle b_{n}=cn\log(n)} oppure {\displaystyle b_{n}=cn\log(n)\log(\log(n))}. In pratica questa generalizzazione è poco usata, dal momento che esistono pressoché esempi non naturali di serie sommabili da questo metodo ma che non hanno somma secondo Borel. 

### Esempio
La funzione {\displaystyle f(z)=e^{-1/z}} ha la serie asintotica {\displaystyle 0+0z+\ldots } con un maggiorante dell'errore nella forma del teorema nella regione {\displaystyle |\arg(z)|<\theta } per ogni {\displaystyle \theta <\pi /2}, ma non è data dalla somma di Borel della sua espansione. Questo mostra che il numero {\displaystyle \pi /2} nel teorema di Watson non può essere sostituito da un numero più piccolo (a meno che la stima dell'errore non sia minore).

## Esempi

### La serie geometrica
Si considera la serie geometrica
{\displaystyle A(z)=\sum _{k=0}^{\infty }z^{k},}
che converge (nel senso standard) a {\displaystyle 1/(1-z)} per {\displaystyle |z|<1}. La trasformata di Borel è
{\displaystyle {\mathcal {B}}A(t)\equiv \sum _{k=0}^{\infty }{\frac {1}{k!}}t^{k}=e^{t},}
da cui si ottiene la somma di Borel
{\displaystyle \int _{0}^{\infty }e^{-t}{\mathcal {B}}A(tz)\,dt=\int _{0}^{\infty }e^{-t}e^{tz}\,dt={\frac {1}{1-z}}}
che converge nella regione più grande {\displaystyle \Re (z)<1}, dando un prolungamento analitico della serie originale.
Considerando invece la somma debole di Borel, le somme parziali sono date da {\displaystyle A_{n}(z)=(1-z^{n+1})/(1-z)}, e quindi risulta
{\displaystyle \lim _{t\rightarrow \infty }e^{-t}\sum _{n=0}^{\infty }{\frac {1-z^{n+1}}{1-z}}{\frac {t^{n}}{n!}}=\lim _{t\rightarrow \infty }{\frac {e^{-t}}{1-z}}{\big (}e^{t}-ze^{tz}{\big )}={\frac {1}{1-z}},}
dove, di nuovo, la convergenza è in {\displaystyle \Re (z)<1}. Alternativamente si poteva vedere dalla parte 2 del teorema dell'equivalenza, poiché per {\displaystyle \Re (z)<1}
{\displaystyle \lim _{t\rightarrow \infty }e^{-t}({\mathcal {B}}A)(zt)=e^{t(z-1)}=0.}

### La serie alternata dei fattoriali
Si consideri la serie
{\displaystyle A(z)=\sum _{k=0}^{\infty }k!\left(-1\cdot z\right)^{k},}
allora {\displaystyle A(z)} non converge per ogni {\displaystyle z\in \mathbb {C} } non nullo. La trasformata di Borel è
{\displaystyle {\mathcal {B}}A(t)\equiv \sum _{k=0}^{\infty }\left(-1\cdot t\right)^{k}={\frac {1}{1+t}}}
per {\displaystyle |t|<1}, che può essere prolungata analiticamente anche a {\displaystyle t\geq 1}. Allora la somma di Borel è
{\displaystyle \int _{0}^{\infty }e^{-t}{\mathcal {B}}A(tz)\,dt=\int _{0}^{\infty }{\frac {e^{-t}}{1+tz}}\,dt={\frac {1}{z}}\cdot e^{\frac {1}{z}}\cdot \Gamma \left(0,{\frac {1}{z}}\right)}
(dove {\displaystyle \Gamma } è la funzione gamma incompleta).
Questo integrale converge su {\displaystyle \mathbb {R} } per ogni {\displaystyle z\geq 0}, quindi la serie originale è sommabile secondo Borel in tale regione. Questa funzione ha uno sviluppo asintotico con {\displaystyle z\to 0} che è dato dalla serie alternata dei fattoriali. Questo è un tipico esempio del fatto che il metodo di Borel somma "correttamente" le espansioni asintotiche non convergenti.
Ancora, poiché 
{\displaystyle \lim _{t\rightarrow \infty }e^{-t}({\mathcal {B}}A)(zt)=\lim _{t\rightarrow \infty }{\frac {e^{-t}}{1+zt}}=0,}
per ogni {\displaystyle z}, il teorema di equivalenza assicura che la somma debole di Borel ha lo stesso dominio di convergenza, {\displaystyle z\geq 0}.

### Un esempio in cui l'equivalenza fallisce
Il seguente esempio estende quanto detto in ((Hardy 1992, 8.5)). Si considera
{\displaystyle A(z)=\sum _{k=0}^{\infty }\left(\sum _{l=0}^{\infty }{\frac {(-1)^{l}(2l+2)^{k}}{(2l+1)!}}\right)z^{k}.}
Dopo aver scambiato le sommatorie, la trasformata di Borel è data da
{\displaystyle {\begin{aligned}{\mathcal {B}}A(t)&=\sum _{l=0}^{\infty }\left(\sum _{k=0}^{\infty }{\frac {{\big (}(2l+2)t{\big )}^{k}}{k!}}\right){\frac {(-1)^{l}}{(2l+1)!}}\\&=\sum _{l=0}^{\infty }e^{(2l+2)t}{\frac {(-1)^{l}}{(2l+1)!}}\\&=e^{t}\sum _{l=0}^{\infty }{\big (}e^{t}{\big )}^{2l+1}{\frac {(-1)^{l}}{(2l+1)!}}\\&=e^{t}\sin \left(e^{t}\right).\end{aligned}}}
in {\displaystyle z=2} la somma di Borel è data da
{\displaystyle \int _{0}^{\infty }e^{t}\sin(e^{2t})dt=\int _{1}^{\infty }\sin(u^{2})du={\sqrt {\frac {\pi }{8}}}-S(1)<\infty ,}
dove {\displaystyle S(x)} è l'integrale di Fresnel. Grazie al teorema di convergenza lungo le corde discusso successivamente, l'integrale di Borel converge per ogni {\displaystyle 0\leq z\leq 2}, con {\displaystyle z\in \mathbb {R} } (chiaramente l'integrale converge anche per {\displaystyle z<0} e diverge invece per {\displaystyle z>2}).
Per la somma debole di Borel si nota che
{\displaystyle \lim _{t\rightarrow \infty }e^{(z-1)t}\sin \left(e^{zt}\right)=0}
vale solo per {\displaystyle z<1}, e quindi la somma debole di Borel converge solo su questo dominio più piccolo.

## Risultati di esistenza e il dominio di convergenza

### Sommabilità sulle corde
Se una serie formale {\displaystyle A(z)} è sommabile secondo Borel in {\displaystyle z_{0}\in \mathbb {C} }, allora è sommabile in ogni punto della corda {\displaystyle Oz_{0}} che connette {\displaystyle z_{0}} all'origine. Oltretutto, esiste una funzione {\displaystyle a(z)} analitica nel disco di raggio {\displaystyle Oz_{0}} tale che
{\displaystyle {\textstyle \sum }a_{k}z^{k}=a(z)\,({\boldsymbol {B}}),}
per ogni {\displaystyle z=\theta z_{0}}, {\displaystyle \theta \in [0,1]}.
Una immediata conseguenza è che il dominio di convergenza della somma di Borel è un insieme stellato di {\displaystyle \mathbb {C} }.

### Il poligono di Borel
Si supponga che {\displaystyle A(z)} abbia un raggio di convergenza strettamente positivo, così che è analitica in una regione non banale contenente l'origine, e sia {\displaystyle S_{A}} l'insieme delle singolarità di {\displaystyle A}. Questo significa che {\displaystyle P\in S_{A}} se e solo se {\displaystyle A} può essere prolungata analiticamente alla corda aperta da {\displaystyle 0} a {\displaystyle P}, ma non in {\displaystyle P} stesso. Per {\displaystyle P\in S_{A}}, sia {\displaystyle L_{P}} la retta passante attraverso {\displaystyle P} che è perpendicolare alla corda {\displaystyle OP}. Si definiscono
{\displaystyle \Pi _{P}=\{z\in \mathbb {C} \,\colon \,Oz\cap L_{P}=\varnothing \},}
come l'insieme dei punti che giacciono dalla stessa parte di {\displaystyle L_{P}} rispetto all'origine. Il poligono di Borel di {\displaystyle A} è l'insieme
{\displaystyle \Pi _{A}={\text{cl}}{\Big (}\bigcap _{P\in S_{A}}\Pi _{P}{\Big )}.}
Una definizione alternativa fu invece usata da Borel e Phragmén. Sia {\displaystyle S\subset \mathbb {C} } il più grande insieme stellato in cui c'è una estensione analitica di {\displaystyle A}, allora {\displaystyle \Pi _{A}} è il maggiore sottoinsieme di {\displaystyle S} tale che per ogni {\displaystyle P\in \Pi _{A}} l'interno del cerchio di diametro {\displaystyle OP} è contenuto in {\displaystyle S}. Riferendosi all'insieme {\displaystyle \Pi _{A}} come un poligono non è proprio appropriato, poiché non è detto che l'insieme sia un poligono; se, tuttavia, {\displaystyle A(z)} ha solo un numero finito di singolarità, allora {\displaystyle \Pi _{A}} è in effetti un poligono.
Il seguente teorema, dovuto a Borel e Phragmén, fornisce un criterio di convergenza per la somma di Borel.
Teorema (Hardy 1992, 8.8).
La serie {\displaystyle A(z)} è {\displaystyle (B)} sommabile in ogni {\displaystyle z\in {\text{int}}(\Pi _{A})} e {\displaystyle (B)} divergente in ogni {\displaystyle z\in \mathbb {C} \backslash \Pi _{A}}.
Da notare che la {\displaystyle (B)} sommabilità per {\displaystyle z\in \partial \Pi _{A}} dipende dalla natura del punto.

#### Esempio 1
Sia {\displaystyle \omega _{i}\in \mathbb {C} } la radice m-esima dell'unità, {\displaystyle i=1,\ldots ,m} e si consideri
{\displaystyle {\begin{aligned}A(z)&=\sum _{k=0}^{\infty }(\omega _{1}^{k}+\ldots +\omega _{m}^{k})z^{k}\\&=\sum _{i=1}^{m}{\frac {1}{1-\omega _{i}z}},\end{aligned}}}
che converge in {\displaystyle B(0,1)\subset \mathbb {C} }. Vista come una funzione su {\displaystyle \mathbb {C} }, {\displaystyle A(z)} ha delle singolarità in {\displaystyle S_{A}=\{\omega _{i}:i=1,\ldots ,m\}}, e si conseguenza il poligono di Borel {\displaystyle \Pi _{A}} è dato dal poligono regolare centrato nell'origine e tale che {\displaystyle 1\in \mathbb {C} } è il punto medio di un lato.

#### Esempio 2
La serie formale
{\displaystyle A(z)=\sum _{k=0}^{\infty }z^{2^{k}},}
converge per ogni {\displaystyle |z|<1} (per esempio, per il criterio del confronto con la serie geometrica). SI può tuttavia mostrare che {\displaystyle A} non converge per ogni punto {\displaystyle z\in \mathbb {C} } tale che {\displaystyle z^{2^{n}}=1} per qualche {\displaystyle n}. Poiché l'insieme di tali {\displaystyle z} è denso nel cerchio unitario, non ci può essere nessuna espansione analitica di {\displaystyle A} fuori da {\displaystyle B(0,1)}. Successivamente l'insieme stellato più grande a cui si può estendere analiticamente {\displaystyle A} è {\displaystyle S=B(0,1)}, da cui (attraverso la seconda definizione) si ottiene {\displaystyle \Pi _{A}=B(0,1)}. In particolare si vede che il {\displaystyle \Pi _{A}} non è effettivamente un poligono.

### Un teorema tauberiano
Un teorema tauberiano fornisce delle condizioni sotto cui la convergenza di un metodo di somma implica la convergenza rispetto ad un altro metodo. Il principale teorema tauberiano per la somma di Borel permette di avere delle condizioni in cui la somma debole di Borel implica la convergenza della serie.
Teorema (Hardy 1992, 9.13). Se {\displaystyle A} è {\displaystyle (wB)} sommabile in {\displaystyle z_{0}\in \mathbb {C} }, {\displaystyle {\textstyle \sum }a_{k}z_{0}^{k}=a(z_{0})\,({\boldsymbol {wB}})} e
{\displaystyle a_{k}z_{0}^{k}=O\left(k^{-{\textstyle {\frac {1}{2}}}}\right),\qquad \forall k\geq 0,}
allora {\displaystyle \sum _{k=0}^{\infty }a_{k}z_{0}^{k}=a(z_{0})}, e la serie converge per ogni {\displaystyle |z|<|z_{0}|}.

## Applicazioni
La somma di Borel trova applicazione nelle espansioni delle perturbazioni nella teoria quantistica dei campi. In particolare nella teoria di campo euclideo in due dimensioni, le funzioni di Schwinger si possono ricavare dalle loro serie delle perturbazioni usando la somma di Borel. Qualche singolarità della somma di Borel sonno connesse agli istantoni e alla rinormalizzazione della teoria quantistica.

## Generalizzazioni
La somma di Borel richiede che i coefficienti non crescano troppo velocemente: più precisamente, {\displaystyle a_{n}} deve essere limitata da {\displaystyle n!C^{n+1}} per qualche {\displaystyle C}. C'è una variante della somma di Borel che sostituisce il fattoriale {\displaystyle n!} con {\displaystyle (kn!)} per qualche intero positivo {\displaystyle k}, in modo che la condizione su {\displaystyle a_{n}} diventi di essere limitata da {\displaystyle (kn)!C^{n+1}} per qualche {\displaystyle C}. Questa generalizzazione è data dalla somma di Mittag-Leffler.
Nel caso più generico, la somma di Borel è generalizzata dalla "risomma di Nachbin",che può essere usata quando la funzione maggiorente è di forma generale (del tipo {\displaystyle \psi }), invece di essere del tipo esponenziale.